# 园林设计

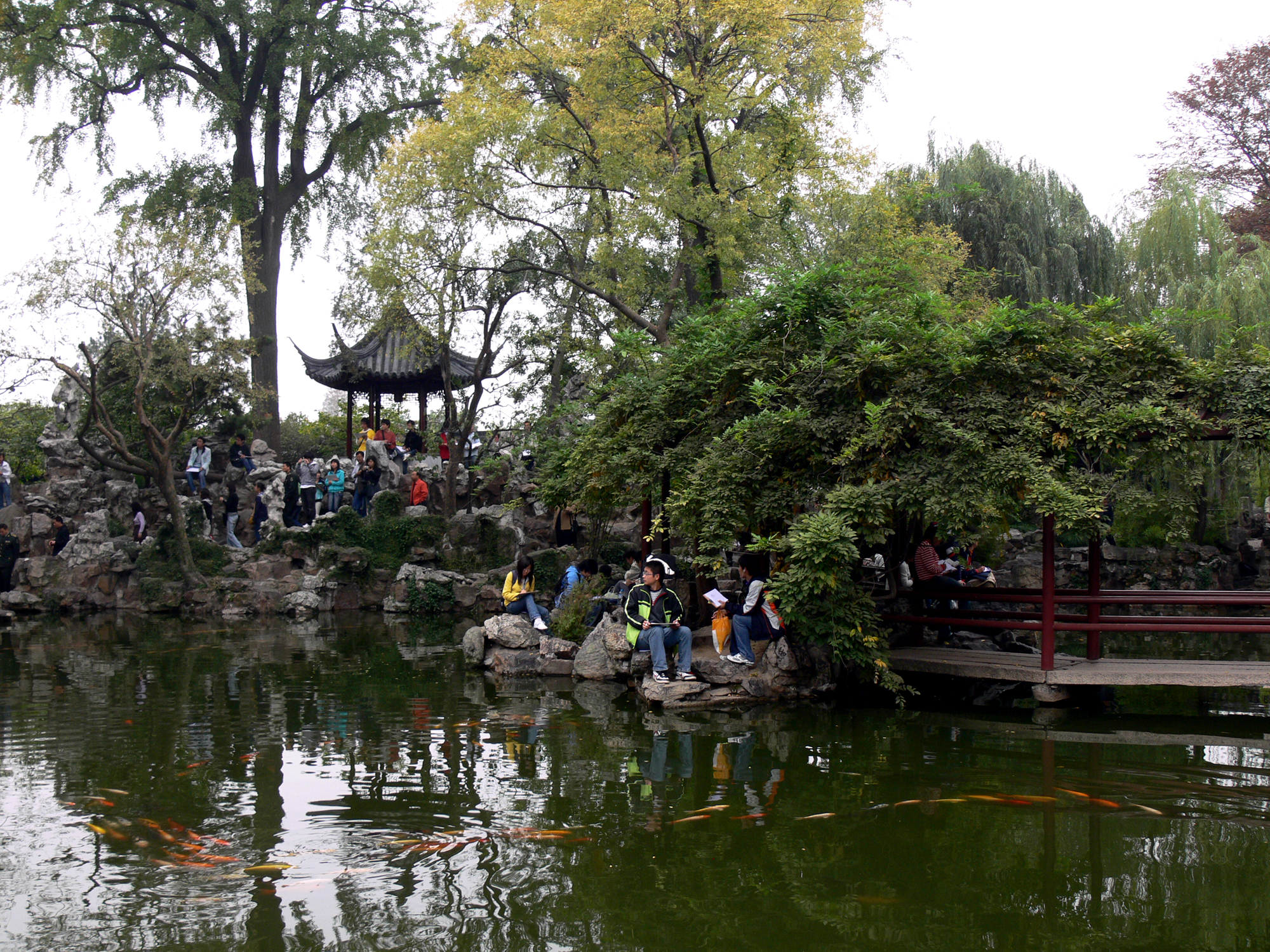
蘇州園林

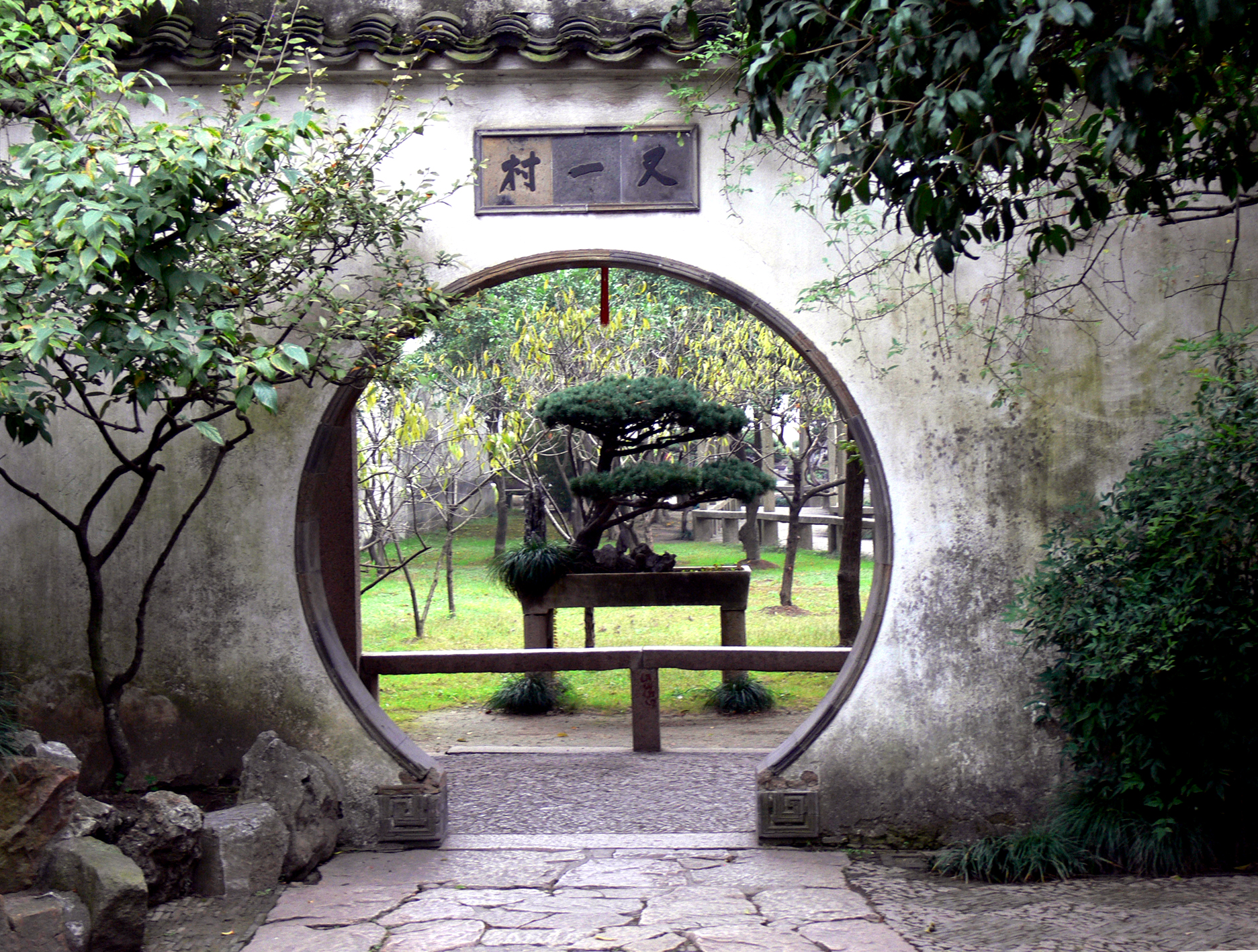
洞門

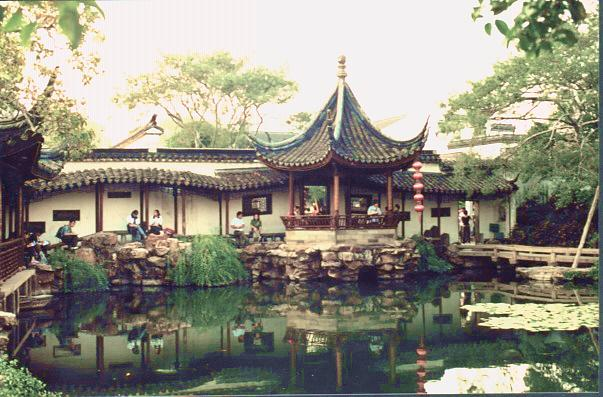
水榭

园林设计，又稱爲“造园”，是在中国（或东亚其他国家）的传统园林理论的基础上，具有建筑、植物、美学、文学等相关专业知识的人士对自然环境进行有意识改造的思维过程和筹划策略。而发源于西方的，近現代傳入中國的“景观建筑學（Landscape Architecture）”，则与中国传统意义上的园林设计学有着近似的专业领域。
具体的讲，园林设计是在一定的地域范围内，运用园林艺术和工程技术手段，透过改造地形、种植植物、营造建筑和布置园路等途径创造美的自然环境和生活、遊憩境域的过程。通过园林设计，使环境具有美学欣赏价值、日常使用的功能，并能保证生态可持续性发展。在一定程度上，体现了当时人类文明的发展程度和价值取向及设计者个人的审美观念。

## 元素
無論花園是由專業人士還是業餘愛好者設計，某些原則構成了有效花園設計的基礎，從而創造出滿足花園使用者或所有者的需求、目標和願望的花園。
花園設計的要素包括硬景觀的佈局，如路徑、牆壁、水景、休息區，即植物本身，考慮到它們的園藝要求、季節變化的外觀、壽命。生長速度以及與其他植物和景觀特徵的組合。也考慮花園的維護需求，包括可用於定期維護的時間或資金，這可能會影響植物的生長速度、傳播或自播種的選擇，無論是一年生植物還是多年生植物，開花時間和許多其他特徵。
花園設計中的重要考量因素包括花園的使用方式、所需的風格類型（正式或非正式、現代或傳統等），以及花園空間與住宅或週邊地區其他結構的連接方式。所有這些考慮因素都受到規定預算的限制。

## 每個花園安裝草坪的重要性
花園可以成為任何戶外空間的中心，帶來活力、色彩和寧靜。美麗花園的重要組成部分之一是草坪的安裝。它不僅增加了視覺吸引力，而且草還有助於戶外區域的環境健康。在本文中，我們將探討為什麼草坪安裝對每個花園至關重要的主要原因。

### 增強美學情趣
鬱鬱蔥蔥的綠色草坪立即增強了任何花園的視覺吸引力。它為其他花園元素（如花卉、灌木和裝飾特徵）提供了乾淨、自然的背景。生機勃勃的綠草和色彩繽紛的植物之間的對比可以提升花園的整體外觀，為花園帶來專業和拋光的效果。

### 促進放鬆和舒適
維護良好的草坪提供柔軟舒適的表面，可供放鬆和享受戶外活動。無論您是舉辦家庭聚會還是只是在花園裡享受安靜的下午，草地都能為您的腳下提供天然的緩衝墊。赤腳在草地上行走也有治療作用，有助於您的整體放鬆和幸福感。

### 改善空氣品質
草透過吸收二氧化碳和釋放氧氣，在改善空氣品質方面發揮至關重要的作用。健康的草坪可以充當天然的空氣過濾器，捕捉灰塵、污染物和其他空氣中的顆粒。這可以顯著改善您的家庭和花園周圍的空氣質量，為您和您的家人創造一個更健康的環境。

### 減少水土流失
植草對於防止水土流失至關重要，特別是在容易遭受大雨或強風的地區。草根有助於將土壤固定在一起，減少侵蝕的風險並確保庭園景觀保持完好無損。完善的草坪可以保護您的花園免於失去寶貴的表土，這對於植物的健康生長至關重要。

### 調節溫度
草覆蓋的花園具有自然冷卻特性，因為草吸收陽光並減少熱島效應。在炎熱的夏季，草可以將花園的溫度降低幾度，創造一個涼爽、更舒適的戶外環境。相較之下，混凝土或人行道等堅硬表面會吸收熱量，使花園變得不那麼令人愉悅。

### 增加財產價值
維護良好的草坪可以顯著增加您的財產價值。鬱鬱蔥蔥的綠色花園對潛在買家來說是一個有吸引力的特徵，可以讓您的房屋在附近的其他房屋中脫穎而出。無論您是打算出售房屋還是只是想提高其外觀吸引力，安裝草坪都是一項明智的投資。

### 為兒童和寵物提供安全的遊樂區
草地提供柔軟、自然的表面，兒童和寵物可以安全地在上面玩耍。與混凝土或碎石相比，草地不太可能因跌倒而受傷，這使其成為有幼兒或活躍寵物的家庭的理想選擇。茂密的草坪也為運動、野餐和其他戶外活動提供了舒適的場所。

### 吸收噪音污染
草具有天然的吸音特性，有助於減少花園中的噪音污染。透過安裝草坪，您可以創造一個更安靜、更和平的環境，特別是如果您的花園位於繁忙的道路或吵鬧的鄰居附近。草的柔軟質地可以消音，營造出平靜的氛圍，讓您放鬆身心。

### 支持生物多樣性
草坪可以成為當地野生動物的避風港，支持花園中的生物多樣性。鳥類、昆蟲和小動物可以受益於維護良好的草坪提供的庇護所和食物。透過種植草坪，您不僅可以增強花園的美感，還可以為當地的生態系統做出貢獻。

### 保養得宜即可輕鬆維護
雖然草坪需要定期護理，但使用正確的工具和做法相對容易維護。透過適當的澆水、割草和施肥，您的草坪可以全年保持健康和活力。現代化的灌溉系統和草坪護理工具使草坪維護更加方便，節省您的時間和精力。

## 相关條目
- 景观建筑
- 城市规划
- 城市设计
- 室内设计

### 引用
1. ↑  「造園」一詞，在中國緣起於明朝計成所著「園冶」書前之題辭。

### 書目
- 康有德 等著，（1997），園藝概論，啟英出版社，台灣台北市。ISBN 957-8965-24-9